# Polizeiruf 110: Abwärts
Abwärts ist ein deutscher Kriminalfilm des Regisseurs Nils Willbrandt aus dem Jahr 2014. Es ist die 343. Folge innerhalb der Filmreihe Polizeiruf 110 und der zweite Fall für Hauptkommissarin Doreen Brasch, verkörpert von Claudia Michelsen, und Hauptkommissar Jochen Drexler (Sylvester Groth). Die beiden haben es mit einem Mord in der Straßenbahn zu tun, einem traumatisierten Ex-Soldaten und Organisierter Kriminalität.

## Handlung
Der 21-jährige Danilo Rink wird erschlagen in einer Straßenbahn aufgefunden. Da er erst am nächsten Morgen entdeckt wurde, lag er die Nacht über im Straßenbahn-Depot. Kriminalhauptkommissar Drexler sucht den Sozialarbeiter Peter Ruhler auf, mit dem er bereits früher zusammenarbeitete. Dieser war für Rink zuständig. Ruhler gibt an, am Vorabend gefeiert zu haben und ist in einem entsprechenden Zustand. Kriminalhauptkommissarin Brasch, die zuvor noch ihren wegen rechtsradikaler Straftaten einsitzenden heranwachsenden Sohn im Gefängnis besucht hatte, sucht Sandra, die Ehefrau des Toten und Mutter des gemeinsamen Kindes auf. Diese gibt an, dass das Verhältnis zwischen ihr und ihrem Freund schon länger zerrüttet gewesen sei. Die Frau zeigt Spuren von Misshandlungen, auf Braschs Frage, ob diese von ihrem Mann stammen, antwortet sie ausweichend. Sie erzählt Brasch, dass Rink am Tatabend mit zwei Freunden unterwegs gewesen sei. Ruhler kommt ins Präsidium und sagt aus, dass Rink, ein Kleinkrimineller, auf einem guten Weg gewesen sei, aus der Szene herauszukommen. Drexler und Brasch machen die Freunde Danilo Rinks, mit denen er an seinem Todesabend zusammen war, ausfindig. Diese geben zunächst an, dass Danilo Rink das Bootshaus, in dem sie den Abend verbracht haben, alleine verlassen habe. Später gibt einer von ihnen zu, dass sie zunächst zusammen mit ihm in der Straßenbahn gefahren, dann allerdings vor Danilo ausgestiegen seien, weil ihr Kumpel einen jüngeren Halbwüchsigen eingeschüchtert und ihm seinen Laptop weggenommen habe. Der 15-jährige Junge, der von Danilo bestohlen wurde, sucht den Sozialarbeiter Ruhler auf und fordert ihn auf, ihm zu helfen. Ruhler bedauert jedoch, und meint, dass er nichts für ihn tun könne. Einer von Danilos Freunden behauptet zudem, dass Ruhler in der Straßenbahn gewesen sei. Brasch mutmaßt, dass Ruhler dem Jungen zu Hilfe gekommen ist und Danilo Rink erschlagen hat.
Der Junge, bei dem es sich um Lukas Schenker handelt, sucht Ruhler erneut auf, der ihm versichert, dass er glaube, dass die beiden jungen Männer ihn nicht erkannt haben und klärt Lukas darüber auf, dass Rink tot sei. Lukas, der fliehen will, fordert Ruhler wiederum auf, ihm zu helfen. Er macht Ruhler Vorwürfe, dass er seinen Laptop Ruhlers wegen am Tatort zurückgelassen habe. Als Drexler und Brasch in Ruhlers Wohnung eintreffen, ist dieser allerdings verschwunden. Brasch erstellt die Hypothese, dass Ruhler den Jungen mit nach Hause und dann als Geisel genommen habe, damit dieser ihn nicht verrate. Ruhler fordert Lukas derweil auf, seine Schwester anzurufen, und um ein Treffen zu bitten. Währenddessen entdecken Brasch und Drexler Blut in Ruhlers Wohnung, was es wahrscheinlich macht, dass er mit Rink gekämpft und sich dabei verletzt hat. Die Identität von Lukas wird schließlich durch eine Vermisstenanzeige geklärt. Lukas bringt Ruhler indes zu einer abgelegenen Datsche, in die er und seine Schwester sich gelegentlich zurückziehen.
Brasch sucht den Vater des Jungen auf, dieser ist gut situiert und arbeitet bei einem Autozulieferer. Er gibt an, keine Probleme mit seinem Sohn zu haben. Er ist von der Mutter seiner Kinder geschieden, das Sorgerecht liegt bei ihm. Zu seiner Tochter Ellen, die von zu Hause ausgezogen ist, hat er keinen Kontakt mehr. Sie ist wegen Körperverletzung vorbestraft. Weitere Ermittlungen ergeben, dass Ruhler von Nachbarn zusammen mit Lukas gesehen wurde, er habe einen blauen Müllsack dabei gehabt. An der Leiche Rinks werden Fingerabdrücke von Ruhler und von Lukas gefunden. Ruhler war früher bei der Bundeswehr und mit der KFOR im Kosovo, quittierte aber unmittelbar nach seiner Rückkehr den Dienst. Ruhler sucht inzwischen mit Lukas dessen Schwester Ellen und deren Freund auf. Gemeinsam mit diesen begibt er sich sodann zu den Auftraggebern der Jugendlichen. Er erklärt ihnen, dass Lukas keine Schuld am Verlust des Laptops habe, es sei seine Schuld. Als die Gangster Lukas töten wollen, geht Ruhler dazwischen und die Jugendlichen können fliehen. Es stellt sich unterdessen heraus, dass der Straßenbahnreiniger, der die Leiche von Rink gefunden hat, den Laptop gestohlen hat. Der Laptop gehört Lukas Vater und enthält verschlüsselte Sicherungscodes für Luxusautos, mit deren Hilfe die teuren Luxuskarossen gestohlen werden können. Lukas hat den Laptop seinem Vater entwendet und wollte diesen an die Gangster verkaufen. Unterdessen alarmiert Ruhler die Polizei und gibt an, dass Ellen angeschossen worden sei. Sie sei im Krankenhaus, wo sie wenig später von Brasch vernommen wird. Sie erklärt der Kommissarin, dass es ihre Idee gewesen sei, den Laptop zu stehlen und die Daten an die Gangster zu verkaufen, Schulden hätten sie dazu getrieben. Zudem stellt sich heraus, dass Ellen schwanger ist. Drexler und Brasch suchen noch einmal Ellens und Lukas’ Vater auf, der ihnen erzählt, dass sein Sohn sich in letzter Zeit für seine Mutter interessiert habe, die er habe kennenlernen wollen. 
Ruhler trifft sich mit Ellens Freund und informiert ihn, dass Lukas in der Gewalt der Verbrecher sei, es Ellen aber gut gehe. Ellens Freund hat eine Waffe, die er Ruhler übergibt. Brasch macht Ellens und Lukas’ Mutter ausfindig, die sehr gerne Kontakt zu ihren Kindern haben würde, was mit Ellen auch bereits der Fall sei. Der Vater der Kinder habe allerdings etwas dagegen. Drexler sucht inzwischen einen alten Kameraden von Ruhler auf, der mit ihm im Kosovo war und nun querschnittsgelähmt ist. Ruhler saß am Steuer eines Bundeswehrfahrzeuges. Als ihnen ein Lkw auf der eigenen Spur entgegenkam, musste er ausweichen und der Wagen stürzte einen Abhang hinunter. Seither ist der Kamerad gelähmt. Bei dem Unfall kam auch ein achtjähriger Junge ums Leben. Darin liegt der Grund, dass Ruhler seinen Dienst quittierte. Drexler und Brasch finden aufgrund des Hinweises von Ellens Mutter dessen Freund. Dieser verrät Brasch, dass die Gangster Lukas in ihrer Gewalt hätten und gibt auch den Aufenthaltsort preis. Inzwischen misshandeln die Gangster Lukas, der ihnen den Laptop wiederbeschaffen soll. Unvermittelt taucht Ruhler auf, schießt einen der Gangster an und kann Lukas befreien. Drexler und Brasch kommen zu spät, können aber die Gangster festnehmen.
Ruhler und Lukas verstecken sich eine Weile in der Datsche. Als Drexler und Brasch aus Ellen herausbekommen, wo die Datsche ist, sind die beiden schon wieder verschwunden. Die Beamten finden allerdings den blauen Müllbeutel mit der blutverschmierten Kleidung von Lukas und Ruhler, die sie am Tatabend trugen. Dann meldet sich die Ex-Freundin von Ruhler bei Drexler und sagt aus, dass sie sich am Abend vor der Tat von ihm getrennt habe, was für seine Überreaktion mitverantwortlich sein könnte. Ruhler und Lukas suchen inzwischen Lukas Vater auf und bedrohen ihn, um an die Adresse von Lukas Mutter zu gelangen. Nachdem Ruhler den Jungen zum Bus gebracht hat, wird er nur wenig später von Drexler und Brasch gestellt. Nach seinem vergeblichen Versuch, einen „Suicide by cop“ zu provozieren und seinem Geständnis des Totschlags an Rink, erschießt er sich vor den Augen der Polizisten selbst.

## Rezeption

### Kritiken
„Tristesse, von Anfang bis Ende. Und das bezieht sich nicht nur auf den Inhalt. Dem Film fehlt der eigene Charme, denn der MDR hat nicht nur auf Themen gesetzt, die alle schon mal da waren, sondern auch auf eine schon bekannte Kommissarskonstellation.“

### Einschaltquote
Die Erstausstrahlung von Abwärts am 6. Juli 2014 wurde in Deutschland von 5,99 Millionen Zuschauern gesehen und erreichte einen Marktanteil von 20,0 % für Das Erste.